# Francesca d'Amboise
Francesca d'Amboise (Thouars, 28 settembre 1427 – Nantes, 4 novembre 1485) è stata una monaca cristiana francese, moglie del duca di Bretagna Pietro II, è considerata la fondatrice delle monache Carmelitane. Il suo nome è iscritto nel catalogo dei beati della Chiesa cattolica.

## Biografia
Figlia del visconte Filippo di Thouars e di sua moglie Maria di Rieux, all'età di quattro anni venne promessa in sposa al secondogenito del duca di Bretagna Giovanni V, Pietro, e la sua educazione venne affidata alla futura suocera Giovanna di Valois, sorella del re di Francia Carlo VII.
Essendogli premorto senza discendenti il fratello maggiore Francesco I, Pietro venne chiamato a succedergli al ducato di Bretagna e nel 1450 venne incoronato, insieme a Francesca, nella cattedrale di Rennes.
Rimasta vedova nel 1457, rifiutò di contrarre un secondo matrimonio e decise di abbracciare la vita religiosa: entrò in contatto con il priore generale dei frati Carmelitani, Giovanni Soreth, e mise a sua disposizione tutti i suoi beni affinché erigesse un monastero femminile carmelitano presso la cappella di Notre-Dame du Bondon, nelle vicinanze di Vannes. Per popolarlo il priore fece arrivare delle religiose da Liegi e il 25 marzo 1468 Francesca d'Amboise si ritirò tra loro.
Nel 1477 fece aprire un nuovo monastero a Nantes (Notre-Dame des Couëts) e vi si trasferì, divenendone priora: vi si spense nel 1485. Introdusse nei suoi monasteri, oltre ai tre canonici, un quarto voto, quello di clausura, esteso da papa Pio V nel 1569 a tutti i conventi femminili. Per le sue fondazioni e per il suo influsso sulla legislazione delle monache carmelitane è considerata la fondatrice del ramo femminile dell'ordine.
La tomba di Francesca d'Amboise venne profanata durante la Rivoluzione francese e i suoi resti dispersi: il suo culto come beata venne riconosciuto da papa Pio IX il 16 luglio 1863.
Il suo elogio si legge nel Martirologio Romano al 4 novembre.